# Vasilij Vasiljevitj Buturlin
Vasilij Vasiljevitj Buturlin (ryska Василий Васильевич Бутурлин), födelsedatum okänt, död 1656 i Kiev), rysk militär och diplomat. Tsar Aleksej Michajlovitjs närmaste bojar. 1653 ledde Buturlin en rysk delegation i Lillryssland. I staden Perejaslav den 18 januari 1654, där föreningen mellan "Lillryssland" och ""Storryssland" (Fördraget i Perejaslav) ägde rum, var Buturlin den som tog emot de ukrainska zaporozjjekosackernas utsändas ed till den ryska staten. I början av det polsk-ryska kriget 1654-1667 kommenderade Buturlin (tillsammans med Bogdan Chmelnitskij) den förenade rysk-lillryska armén och intog större delen av det lillryska territoriet.